# Maischhausen
Maischhausen is een plaats in het district Frauenfeld, kanton Thurgau, Zwitserland. De plaats maakte deel uit van de voormalige gemeente Guntershausen bei Aadorf, die sinds 1996 deel uitmaakt van de gemeente Aadorf.